# Deadline Hollywood
O Deadline Hollywood (comumente conhecido como Deadline e também chamado de Deadline.com), é um site de notícias online fundado em 2006 por Nikki Finke como o blog Deadline Hollywood Daily. O site é atualizado várias vezes ao dia, com foco em notícias da indústria do entretenimento. Desde 2009, é uma marca pertencente à Penske Media Corporation.

## História
O Deadline foi fundado por Nikki Finke, que começou a escrever, em junho de 2002, uma série de colunas no LA Weekly chamadas Deadline Hollywood. Ela iniciou o blog Deadline Hollywood Daily (DHD) em março de 2006, como uma versão on-line de sua coluna. Em 2006, foi transformado oficialmente em um site comercial de entretenimento. O site se tornou um dos mais seguidos de Hollywood em 2009. Em 2009, Finke vendeu o Deadline à Penske Media Corporation (então Mail.com Media), recebendo também um contrato de trabalho de mais de 5 anos, bem como direito a parte da receita do site. Em setembro do mesmo ano, a URL foi alterada para deadline.com e o nome do site passou a ser Deadline Hollywood.
A publicação se expandiu para Nova York em 2010, com a contratação do repórter da Variety, Mike Fleming Jr., como o novo editor do Deadline local. Também incorporou o editor do Financial Times, Tim Adler, para liderar o Deadline de Londres, e Nellie Andreeva para a cobertura televisiva do site como "co-editores-chefe, TV". Finke permaneceu como editora do Deadline Hollywood até novembro de 2013, quando ela deixou o cargo após um ano de desacordo entre ela e a Penske, que havia comprado a Variety, um site concorrente.